# Takako Uehara
Pour les articles homonymes, voir Uehara.
Takako Uehara (上原 多香子, Uehara Takako, née le 14 janvier 1983 à Okinawa, au Japon) est une chanteuse japonaise, en solo et en tant que membre du groupe de J-pop SPEED.

## Biographie
Elle débute à 13 ans en 1996 avec SPEED en tant que choriste et danseuse, et sort son premier single en solo en 1999 produit par Ryuichi Kawamura de Luna Sea, qui se vend à 500,000 exemplaires, un succès surprenant considérant son statut mineur dans le groupe. Elle débute en tant qu'actrice avec les autres SPEED dans Andromedia en 1998, et joue ensuite dans plusieurs séries télévisées. SPEED se sépare en mars 2000, et elle continue sa carrière en solo, sortant encore deux albums et une dizaine de singles jusqu'en 2004. De par sa beauté, elle connait un certain succès en tant que modèle pour diverses campagnes publicitaires et livres de photos. Après deux reformations provisoires en 2001 et 2003, SPEED annonce son retour permanent en septembre 2008, avant de se mettre en pause en 2013. Uehara épouse en 2012 le chanteur "Tenn" du groupe de hip hop ET Kings, mais celui-ci se suicide deux ans plus tard.

## Discographie en solo

### Albums
Compilation

## Divers
DVD / Vidéos
- MY FIRST WING (2000-09-27)(vidéo)
- TAKAKO UEHARA ON REEL-CLIPS&MORE (2003-03-19)(DVD)

Portfolio
- 17 (2000-10-10)
- vingt Takako (2003-01-14)
- Veintitres (2006-02-14)

Livres
- YunTaKu Diary / ゆんたく日記 (2006-08-28)

Comédies musicales
- 2005.11.03 ~ 11.27 Little Shop of Horrors
- 2008.02.06 ~ 02.28 The Wedding Singer